# 舊古塔 (博戈羅德恰尼區)
48°37′42″N 24°12′30″E / 48.62833°N 24.20833°E
舊古塔（烏克蘭語：Стара Гута），是烏克蘭西部的村莊，隸屬伊萬諾-弗蘭科夫斯克州的伊萬諾-弗蘭科夫斯克區。該村面積4平方公里，2001年人口326，人口密度每平方公里81.5人。